# Шондра
Шондра (нем. Schondra) — ярмарочная община в Германии, в земле Бавария. 
Подчиняется административному округу Нижняя Франкония. Входит в состав района Бад-Киссинген. Подчиняется управлению Бад Брюккенау.  Население составляет 1742 человека (на 31 декабря 2010 года). Занимает площадь 28,61 км².
Ярмарочная община подразделяется на 2 сельских округа.

## Население
По оценке на 31 декабря 2015 года население общины Шондра составляет 1726 чел. 

| Дата      | 1840 | 1871 | 1900 | 1925 | 1939 | 1950 | 1961 | 1970 | 1987 | 2011 |
| --------- | ---- | ---- | ---- | ---- | ---- | ---- | ---- | ---- | ---- | ---- |
| Население | 1507 | 1525 | 1395 | 1394 | 1639 | 1936 | 1450 | 1582 | 1536 | 1753 |

| Год       | 1960 | 1970 | 1980 | 1990 | 2000 | 2009 | 2010 | 2011 | 2012 | 2013 | 2014 | 2015 |
| --------- | ---- | ---- | ---- | ---- | ---- | ---- | ---- | ---- | ---- | ---- | ---- | ---- |
| Население | 1454 | 1604 | 1566 | 1642 | 1795 | 1719 | 1742 | 1730 | 1730 | 1707 | 1725 | 1726 |